# Emblème de Djibouti

Emblème de la république de Djibouti

L'emblème de la république de Djibouti a été adopté lors de la déclaration d'indépendance du pays vis-à-vis de la France, le 25 juin 1977 par Hassan Robleh Kayad. 
Dans la partie centrale, on peut voir une lance derrière un bouclier traditionnel. Sous le bouclier, deux bras, situés sur les côtés de la lance, portant des deux machettes. Les deux bras symbolisent les deux groupes ethniques indigènes qui composent le peuple djiboutien : les Afars et les Issas, avec des racines en Éthiopie et en Somalie.
Dans la partie supérieure, figure une étoile rouge à cinq branches et dans sa partie extérieure sont représentées schématiquement deux rameaux de laurier.